# Władisław Pawłowicz
Władisław Jurjewicz Pawłowicz (ros.  Владислав Юрьевич Павлович, ur. 17 marca 1971 w Moskwie) – rosyjski szermierz, florecista, złoty medalista olimpijski i srebrny medalista mistrzostw świata.
Podczas igrzysk olimpijskich w Atlancie w 1996 roku reprezentacja Rosji w składzie: Władisław Pawłowicz, Ilgar Mamiedow i Dmitrij Szewczenko zwyciężyła w zawodach drużynowych. W rywalizacji indywidualnej zajął czternaste miejsce. Były to jego jedyne starty olimpijskie. 
Ponadto razem z Dmitrijem Szewczenko, Anwarem Ibragimowem i Ilgarem Mamiedowem zdobył srebrny medal w zawodach drużynowych podczas mistrzostw świata w Hadze w 1995 roku.